# Colin Mackenzie
Colin Mackenzie fue un militar, político y diplomático británico, nacido en 1754 en Stornoway (Hébridas Exteriores, en Escocia) y fallecido en 1821 en Calcuta (India), que alcanzó el grado de coronel en el Ejército británico, destacando sin embargo por su papel como Surveyor General o máximo responsable de la Compañía Británica de las Indias Orientales en la India desde su puesto de mando en Calcuta, así como por ser el responsable de la edición de mapas sumamente cuidados de la India (de hecho, los primeros exactos sobre dicho país), además de por ser un gran colccionista de arte oriental, así como por sus investigaciones en el ámbito de los estudios asiáticos.

## Primeros años
Colin Mackenzie nació en 1754 en la localidad de Stornoway, en la isla de Lewis, de las Hébridas Exteriores, en Escocia.
Los primeros pasos de su carrera los dio como aduanero en Stornoway, su localidad natal, pero a la edad de 28 años se unió a la Compañía Británica de las Indias Orientales como oficial de ingenieros, lo que supondría un cambio completo en su vida. 

## En la India
En 1799, Mackenzie formó parte de las fuerzas británicas en la batalla de Seringapatam, en la que el sultán Tipu, majarash de Mysore fue derrotado por los británicos. Tras ello, entre 1800 y 1810 dirigió una misión en la región de Mysore, compuesta por un equipo de dibujantes e ilustradores que recogieron materiales sobre historia natural, geografía, arquitectura, historia, trajes étnicos o los cuentos populares de la región.
Posteriormente pasó dos años en la isla de Java, colonia holandesa, ocupada por los británicos en el período de las Guerras Napoleónicas.
Utilizó su carrera militar y su sueldo para apoyar sus investigaciones en aspectos relativos a la historia, la religión, la filosofía, la etnología, el folklore, el arte, y las matemáticas de la India y Java. Contrató a brahmanes cultos para que le ayudasen con revisiones y le tradujesen manuscritos. Investigó las matemáticas de la India, incluyendo el sistema indio de logaritmos.
Colin Mackenzie falleció en 1821 en Calcuta, en la India, lugar donde sigue enterrado. La mayor parte de su colección de documentos, manuscritos, artefactos y materiales gráficos está actualmente depositada en el Museo Británico y en el Museo Oriental, así como en las colecciones de la Oficina de la India de la Biblioteca británica, aunque la parte de ello permanezca en la Biblioteca de Manuscritos Orientales del Gobierno en Chennai (Madrás).
- Datos: Q2668210
- Multimedia: Colin Mackenzie (orientalist) / Q2668210